# Elyse Ashe Lord
Elyse Ashe Lord (1900–1971) fue una artista e ilustradora británica que trabajó con acuarelas y grabados a punta seca.

## Trayectoria
Lord se formó en la Heatherley School of Art de Londres y la primera exposición pública de su obra fue en 1919. Sus dibujos se exhibieron en la Brook Street Gallery en 1921. En 1922 se convirtió en miembro del Royal Institute of Painters in Water Colours. Durante su vida se llevaron a cabo varias exposiciones de sus obras.
Las imágenes de Lord están inspiradas en el movimiento artístico Art Deco y la cultura del Extremo Oriente, aunque nunca visitó esos países. Fue una artista popular, incluso en la época en la que el mercado del arte, y en particular el de las artes decorativas, sufría la crisis económica de los años treinta. Se inspiraba en la literatura china, en obras de arte y en su propia imaginación.
Su técnica de grabado era en varias capas, combinando aguafuerte, punta seca, aguatinta y xilografía. Utilizaba finas líneas de punta seca y colores delicados pero vibrantes para crear imágenes serenas, casi oníricas. También diseñó y pintó a mano muchos de los marcos de sus grabados.
Ella vivió en Bexley junto a Kent.